# شورجه (تاکستان)
شورجه (تاکستان)، روستایی از توابع بخش ضیاءآباد شهرستان تاکستان در استان قزوین ایران است.
رمضان محمودی _ عوض محمودی _ ایرج _ حسن و حسین محمودی _ بهرام محمودی  از اهالی شورجه هستن. شهرت اکثر شورجیها ( محمدیها ) می باشد

## جمعیت
این روستا در دهستان دودانگه علیا قرار دارد و براساس سرشماری مرکز آمار ایران در سال ۱۳۸۵، جمعیت آن ۷۳ نفر (۲۱خانوار) بوده‌است.